# 沃巴什縣區 (伊利諾伊州沃巴什縣)
沃巴什鎮區（英語：Wabash Precinct）是位於美國伊利諾伊州沃巴什縣的一個縣區。

## 地方資料
根據2010年美國人口普查的數據，沃巴什鎮區的面積為92.28平方千米，當中陸地面積為89.97平方千米，而水域面積為2.31平方千米。當地共有人口1007人，而人口密度為每平方千米10.91人。